# Middelharnis
Middelharnis (; in zelandese Menheerse) è una località olandese situata nell'isola (e comune) di Goeree-Overflakkee, nella provincia dell'Olanda Meridionale. Ha costituito un comune autonomo fino al 31 dicembre 2012.

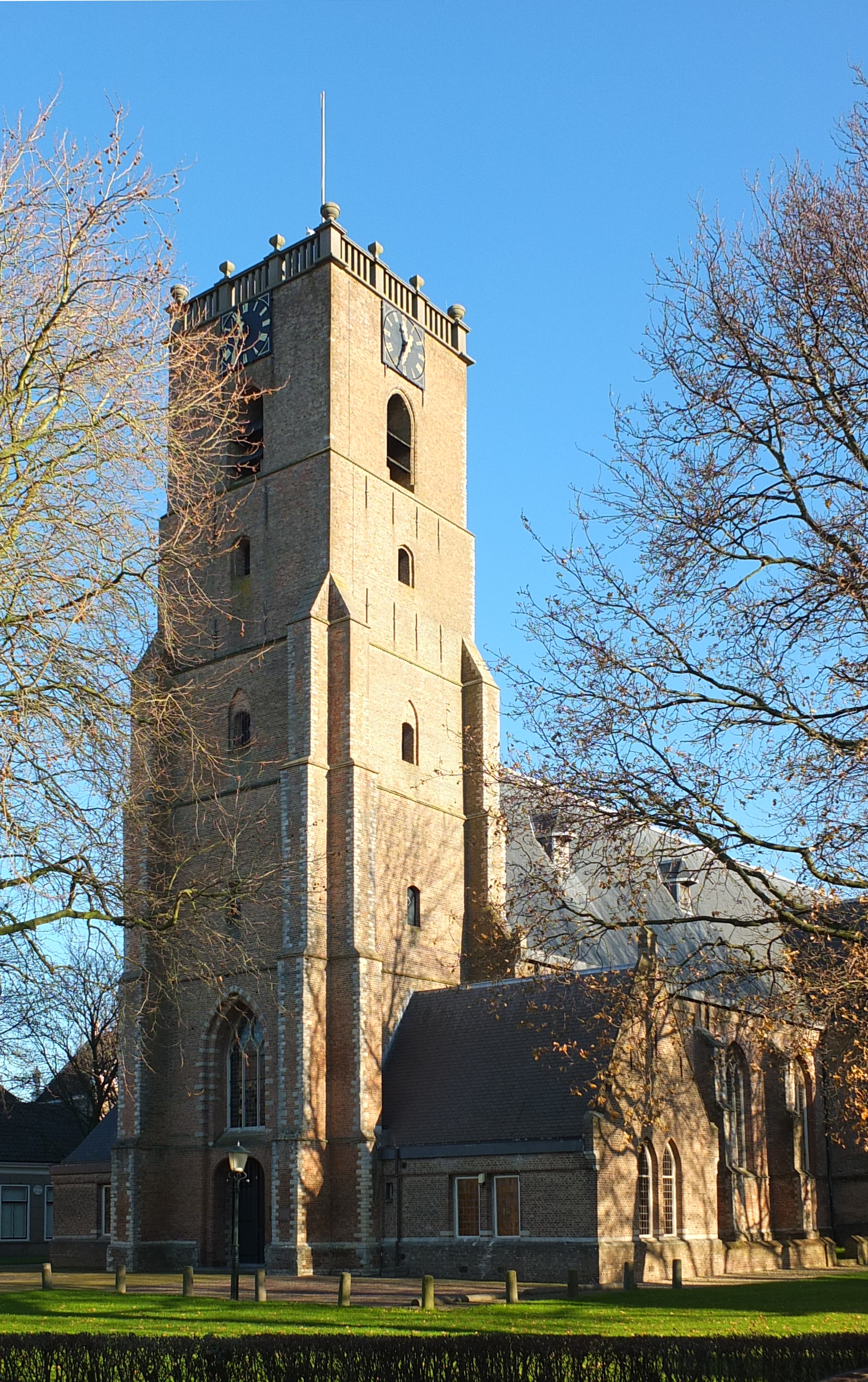
Nederlands Hervormde Kerk.